# Naudovac
Naudovac falu Horvátországban Verőce-Drávamente megyében. Közigazgatásilag Suhopoljéhoz tartozik.

## Fekvése
Verőce központjától légvonalban 13, közúton 15 km-re, községközpontjától 3 km-re keletre, Nyugat-Szlavóniában, a Drávamenti-síkságon fekszik.

## Története
A település területe már a vaskorban is lakott volt. Ezt bizonyítják a latén kultúrának a falu déli részén szántóföldi művelés közben előkerült jellegzetes szürke kerámiái. Délnyugati határában a mezőn mintegy húsz méter széles, északkelet-délnyugati irányú sárgás elszíneződés formájában ma is látható az egykori római út nyoma.
A mai települést valószínűleg hercegovinai, kelet-boszniai és montenegrói szerb betelepülők alapították a 17. században. Az első katonai felmérés térképén „Dorf Nadovacz” néven találjuk. Lipszky János 1808-ban Budán kiadott repertóriumában „Naudovacz” néven szerepel. Nagy Lajos 1829-ben kiadott művében „Naudovacz” néven 53 házzal és 319 ortodox vallású lakossal szerepel.
A település Verőce vármegye Verőcei járásának része volt. 1857-ben 311, 1910-ben 467 lakosa volt. 1910-ben a népszámlálás adatai szerint lakosságának 78%-a szerb, 12%-a német, 6%-a magyar, 4%-a horvát anyanyelvű volt. Az I. világháború után 1918-ban az új szerb-horvát-szlovén állam, majd később (1929-ben) Jugoszlávia része lett. 1991-ben 213 főnyi lakosságának 89%-a szerb, 7%-a horvát nemzetiségű volt. 2011-ben a településnek 146 lakosa volt.

## Lakossága
| Lakosság változása | Lakosság változása | Lakosság változása | Lakosság változása | Lakosság változása | Lakosság változása | Lakosság változása | Lakosság változása | Lakosság változása | Lakosság változása | Lakosság változása | Lakosság változása | Lakosság változása | Lakosság változása | Lakosság változása | Lakosság változása |
| ------------------ | ------------------ | ------------------ | ------------------ | ------------------ | ------------------ | ------------------ | ------------------ | ------------------ | ------------------ | ------------------ | ------------------ | ------------------ | ------------------ | ------------------ | ------------------ |
| 1857               | 1869               | 1880               | 1890               | 1900               | 1910               | 1921               | 1931               | 1948               | 1953               | 1961               | 1971               | 1981               | 1991               | 2001               | 2011               |
| 311                | 357                | 361                | 438                | 465                | 467                | 446                | 502                | 434                | 425                | 391                | 347                | 259                | 213                | 178                | 146                |

## Nevezetességei
- Buk régészeti lelőhely a falu déli határában a latén kultúra leleteivel.
- Római út nyomai a falu határának délnyugati részén.